# Jorge Navarro Sánchez
Jorge Navarro Sánchez   (la Pobla de Vallbona, 3 de febrer de 1996) és un pilot de motociclisme valencià que va competir al mundial de motociclisme des del 2012 fins al 2022. Durant aquella època, el seu millor resultat fou el tercer lloc final al mundial de Moto3 del 2016. El 2023 va passar a córrer al campionat del món de Supersport.

## Carrera esportiva

### Primers anys
Després d'anys d'aprenentatge en curses de minimotos i campionats d'iniciació, Navarro va participar el 2010 al Campionat d'Europa de 125cc, celebrat a una sola cursa a Albacete, on es va haver de retirar a tres voltes del final. El 2012 va passar a competir al campionat d'Espanya de velocitat (CEV), on fou dotzè amb una Honda.

### Moto3

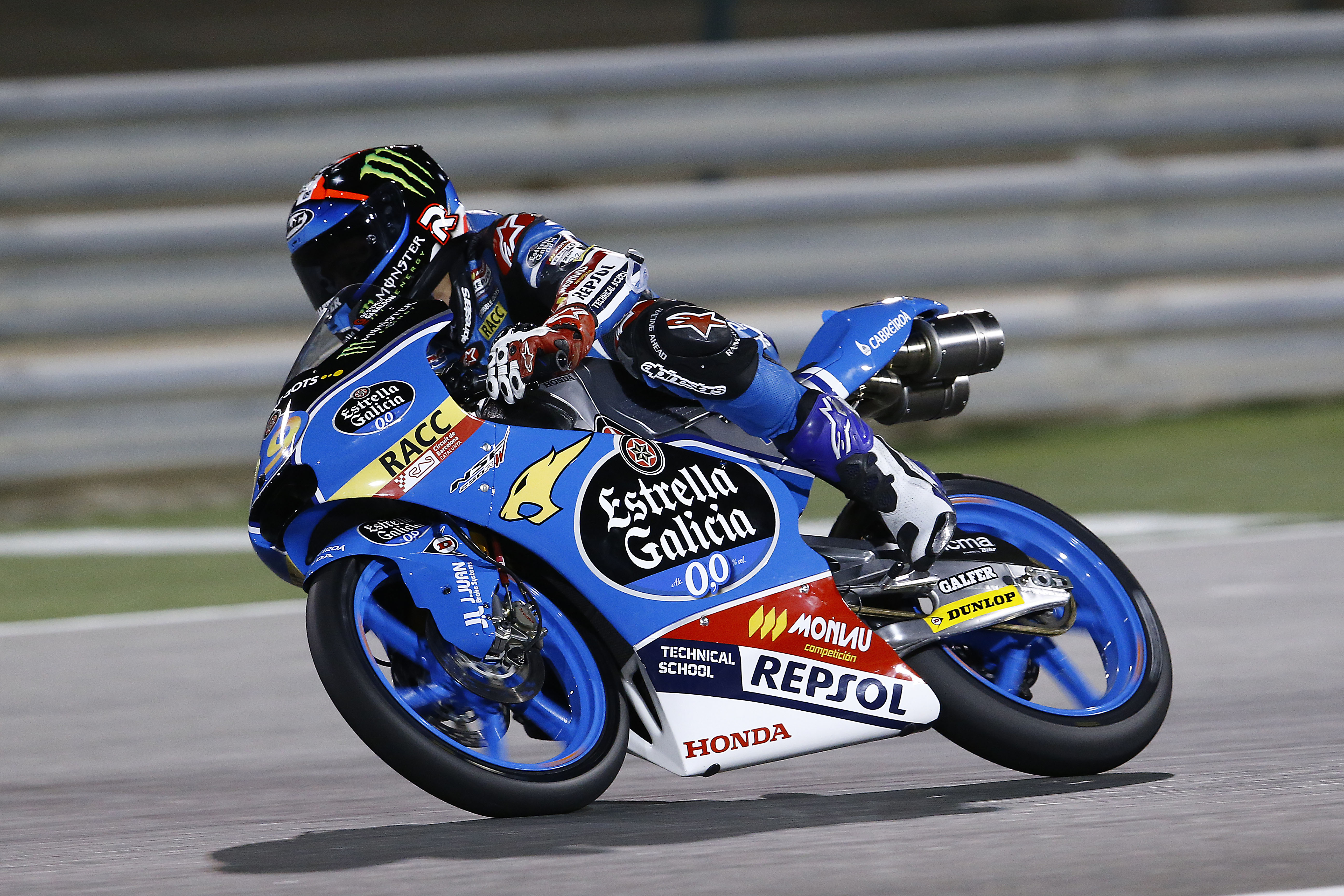
Navarro al GP de Qatar el 2016

El 2012, Navarro va debutar a la categoria de Moto3 del mundial de motociclisme com a comodí al Gran Premi d'Aragó, en què es va retirar després de caure a la primera volta. El 2013 va entrar a l'equip MIR Racing i va acabar sisè al Campionat d'Espanya de velocitat, ocupant dos segons llocs a Aragó i a la cursa 2 d'Albacete. També va participar en el campionat del món, obtenint dos comodins per a participar en els Grans Premis d'Espanya i la Comunitat Valenciana, els quals va saldar amb una retirada i un vint-i-dosè lloc respectivament.
El 2014 va tornar a participar al campionat d'Espanya (CEV), acabant-hi subcampió per darrere de Fabio Quartararo després d'haver aconseguit nombrosos podis i una victòria a la cursa d'Albacete. El mateix any va participar al campionat del món, substituint Livio Loi al Gran Premi d'Indianapolis a l'inici de la temporada i va poder anotar onze punts en nou curses.
El 2015 va córrer amb l'equip Estrella Galicia 0.0 amb una Honda NSF250R com a company de Fabio Quartararo. Va obtenir dos segons llocs i dos de tercers i va acabar el campionat en la setena posició final.
El 2016 va romandre al mateix equip, ara amb Aron Canet de company. Va aconseguir les seves primeres victòries (Gran Premi de Catalunya i Gran Premi d'Aragó), dos segons llocs i un de tercer i va tancar la temporada en la tercera posició final.

### Moto2
El 2017 va passar a córrer a Moto2 pilotant la Kalex de l'equip Gresini Racing i va acabar la temporada en la catorzena posició. El 2018 va romandre al mateix equip i va acabar la temporada al tretzè lloc.
El 2019 va passar a l'equip de Speed Up amb Fabio Di Giannantonio de company. Obtingué quatre segons llocs i cinc de tercers i va acabar la temporada en quart lloc. El 2020 seguí a Moto2 amb el mateix equip que la temporada anterior i va acabar la temporada al dissetè lloc final.
El 2021 continuà al mateix equip, ara amb el xassís rebatejat com a Boscoscuro i amb Yari Montella de company. Va obtenir un tercer lloc i va tancar la temporada en novena posició. El 2022 passà a l'equip Pons Racing, de nou amb Aron Canet de company. Un greu accident durant el Gran Premi d'Austràlia li va impedir de participar en les dues darreres curses del campionat i va acabar la temporada en catorzena posició final.

### Supersport
El 2023, Navarro va passar a competir al campionat del món de Supersport amb una Yamaha YZF-R6 de l'equip Ten Kate Racing com a company de Stefano Manzi. Va aconseguir un podi a Portimão i va acabar el campionat en la setena posició.

## Resultats al Mundial de motociclisme

### Per temporada
| Temporada | Categoria | Moto       | Equip                         | Curses | Victòries | Podis | Poles | FLaps | Pts | Posició |
| --------- | --------- | ---------- | ----------------------------- | ------ | --------- | ----- | ----- | ----- | --- | ------- |
| 2012      | Moto3     | Honda      | Bradol Larresport             | 1      | 0         | 0     | 0     | 0     | 0   | NC      |
| 2013      | Moto3     | MIR Racing | Cuna de Campeones             | 2      | 0         | 0     | 0     | 0     | 0   | NC      |
| 2013      | Moto3     | MIR Honda  | Cuna de Campeones             | 2      | 0         | 0     | 0     | 0     | 0   | NC      |
| 2014      | Moto3     | Kalex KTM  | Marc VDS Racing Team          | 9      | 0         | 0     | 0     | 0     | 11  | 23è     |
| 2015      | Moto3     | Honda      | Estrella Galicia 0,0          | 17     | 0         | 4     | 1     | 1     | 157 | 7è      |
| 2016      | Moto3     | Honda      | Estrella Galicia 0,0          | 17     | 2         | 5     | 0     | 0     | 150 | 3r      |
| 2017      | Moto2     | Kalex      | Federal Oil Gresini Moto2     | 17     | 0         | 0     | 0     | 0     | 60  | 14è     |
| 2018      | Moto2     | Kalex      | Federal Oil Gresini Moto2     | 18     | 0         | 0     | 0     | 0     | 58  | 13è     |
| 2019      | Moto2     | Speed Up   | Speed Up Racing               | 19     | 0         | 8     | 4     | 2     | 226 | 4t      |
| 2020      | Moto2     | Speed Up   | Speed Up Racing               | 15     | 0         | 0     | 0     | 0     | 58  | 17è     |
| 2021      | Moto2     | Boscoscuro | Speed Up Racing               | 18     | 0         | 1     | 0     | 1     | 106 | 9è      |
| 2022      | Moto2     | Kalex      | Flexbox HP40                  | 18     | 0         | 1     | 0     | 0     | 83  | 14è     |
| 2024      | Moto2     | Forward    | Klint Forward Factory Team    | 6      | 0         | 0     | 0     | 0     | 27  | 23è     |
| 2024      | Moto2     | Kalex      | OnlyFans American Racing Team | 3      | 0         | 1     | 1     | 0     | 27  | 23è     |
| Total     |           |            |                               | 160    | 2         | 20    | 6     | 4     | 936 |         |

### Per categoria
| Categoria | Temporada                  | 1a Cursa                   | 1r Podi                    | 1a Victòria                | Curses | Victòries | Podis | Poles | FLaps | Pts |
| --------- | -------------------------- | -------------------------- | -------------------------- | -------------------------- | ------ | --------- | ----- | ----- | ----- | --- |
| Moto3     | 2012–2016                  | 2012 Aragó                 | 2015 Aragó                 | 2016 Catalunya             | 46     | 2         | 9     | 1     | 1     | 318 |
| Moto2     | 2017–2022, 2024-actualitat | 2017 Qatar                 | 2019 Amèriques             |                            | 114    | 0         | 11    | 5     | 3     | 618 |
| Total     | 2012–2022, 2024-actualitat | 2012–2022, 2024-actualitat | 2012–2022, 2024-actualitat | 2012–2022, 2024-actualitat | 160    | 2         | 20    | 6     | 4     | 936 |

### Curses per any
Barem de puntuació de 1993 ençà:
| Posició | 1  | 2  | 3  | 4  | 5  | 6  | 7 | 8 | 9 | 10                | 11                | 12                | 13                | 14                | 15                |                   |
| Cursa   | 25 | 20 | 16 | 13 | 11 | 10 | 9 | 8 | 7 | 6                 | 5                 | 4                 | 3                 | 2                 | 1                 |                   |
| Sprint  | 12 | 9  | 7  | 6  | 5  | 4  | 3 | 2 | 1 | [ Nota Sprint 1 ] | [ Nota Sprint 1 ] | [ Nota Sprint 1 ] | [ Nota Sprint 1 ] | [ Nota Sprint 1 ] | [ Nota Sprint 1 ] | [ Nota Sprint 1 ] |

1. ↑  La cursa Sprint per a la categoria MotoGP va ser introduïda la temporada del 2023

(Ids. Grans Premis | Llegenda) (Curses en negreta indiquen pole; curses en  itàlica indiquen volta ràpida; les posicions en superíndex són les de la cursa Sprint)
| Any  | Categoria | Moto       | 1       | 2       | 3       | 4      | 5       | 6       | 7       | 8       | 9      | 10      | 11      | 12      | 13      | 14      | 15      | 16      | 17      | 18      | 19      | 20      | Pos | Pts |
| ---- | --------- | ---------- | ------- | ------- | ------- | ------ | ------- | ------- | ------- | ------- | ------ | ------- | ------- | ------- | ------- | ------- | ------- | ------- | ------- | ------- | ------- | ------- | --- | --- |
| 2012 | Moto3     | Honda      | QAT     | ESP     | POR     | FRA    | CAT     | GBR     | NED     | GER     | ITA    | INP     | CZE     | SM      | ARA Ret | JPN     | MAL     | AUS     | VAL     |         |         |         | NC  | 0   |
| 2013 | Moto3     | MIR Racing | QAT     | AME     | ESP Ret | FRA    | ITA     | CAT     | NED     | GER     | INP    | CZE     | GBR     | SM      | ARA     | MAL     | AUS     | JPN     |         |         |         |         | NC  | 0   |
| 2013 | Moto3     | MIR Honda  |         |         |         |        |         |         |         |         |        |         |         |         |         |         |         | VAL 22  |         |         |         |         | NC  | 0   |
| 2014 | Moto3     | Kalex KTM  | QAT     | AME     | ARG     | ESP    | FRA     | ITA     | CAT     | NED     | GER    | INP 14  | CZE Ret | GBR 27  | SM 15   | ARA Ret | JPN Ret | AUS 12  | MAL 12  | VAL Ret |         |         | 23è | 11  |
| 2015 | Moto3     | Honda      | QAT 12  | AME Ret | ARG Ret | ESP 8  | FRA Ret | ITA 7   | CAT 6   | NED 4   | GER 6  | INP 9   | CZE 5   | GBR Ret | SM DNS  | ARA 2   | JPN 3   | AUS 4   | MAL 3   | VAL 2   |         |         | 7è  | 157 |
| 2016 | Moto3     | Honda      | QAT 7   | ARG 2   | AME 2   | ESP 4  | FRA 3   | ITA Ret | CAT 1   | NED     | GER 7  | AUT Ret | CZE 10  | GBR Ret | SM Ret  | ARA 1   | JPN Ret | AUS Ret | MAL Ret | VAL 9   |         |         | 3r  | 150 |
| 2017 | Moto2     | Kalex      | QAT Ret | ARG 15  | AME 15  | ESP 12 | FRA Ret | ITA 9   | CAT 6   | NED 15  | GER 6  | CZE 11  | AUT 8   | GBR 13  | SM Ret  | ARA 6   | JPN 28  | AUS Ret | MAL     | VAL Ret |         |         | 14è | 60  |
| 2018 | Moto2     | Kalex      | QAT 10  | ARG Ret | AME 8   | ESP 17 | FRA Ret | ITA Ret | CAT Ret | NED 13  | GER 10 | CZE 8   | AUT 5   | GBR C   | SM 9    | ARA 10  | THA 17  | JPN Ret | AUS Ret | MAL 13  | VAL Ret |         | 13è | 58  |
| 2019 | Moto2     | Speed Up   | QAT Ret | ARG 8   | AME 3   | ESP 2  | FRA 2   | ITA 7   | CAT 3   | NED Ret | GER 8  | CZE 4   | AUT 3   | GBR 2   | SM 7    | ARA 2   | THA 17  | JPN 5   | AUS 4   | MAL 5   | VAL 3   |         | 4t  | 226 |
| 2020 | Moto2     | Speed Up   | QAT 6   | ESP Ret | ANC Ret | CZE 7  | AUT Ret | STY Ret | SM Ret  | EMI 7   | CAT 4  | FRA Ret | ARA 27  | TER 5   | EUR 10  | VAL Ret | POR Ret |         |         |         |         |         | 17è | 58  |
| 2021 | Moto2     | Boscoscuro | QAT 10  | DOH 13  | POR 22  | ESP 12 | FRA 10  | ITA Ret | CAT 11  | GER 7   | NED 7  | STY 20  | AUT Ret | GBR 3   | ARA 4   | SM 13   | AME 12  | EMI 5   | ALR 7   | VAL 8   |         |         | 9è  | 106 |
| 2022 | Moto2     | Kalex      | QAT 7   | INA 13  | ARG Ret | AME 5  | POR 3   | ESP 10  | FRA 9   | ITA 12  | CAT 14 | GER Ret | NED 12  | GBR 8   | AUT 11  | SM Ret  | ARA 8   | JPN Ret | THA 20  | AUS Ret | MAL     | VAL     | 14è | 83  |
| 2024 | Moto2     | Forward    | QAT     | POR     | AME     | ESP 18 | FRA 20  | CAT 10  | ITA     | NED     | GER    | GBR 18  | AUT Ret | ARA 23  | SM      | EMI     | INA     | JPN     | AUS     |         |         |         | 23è | 27  |
| 2024 | Moto2     | Kalex      |         |         |         |        |         |         |         |         |        |         |         |         |         |         |         |         |         | THA 15  | MAL 2   | SLD Ret | 23è | 27  |